# Raión de Kalynivka
Raión de Kalynivka (en ucraniano: Калинівський район) es un antiguo raión o comarca de Ucrania en el óblast de Vínnytsia (provincia). 
Comprende una superficie de 1090 km².
La capital fue la ciudad de Kalynivka.

## Demografía
Según estimación 2010 contaba con una población total de 59988 habitantes.

## Otros datos
El código KOATUU es 521600000. El código postal 22400 y el prefijo telefónico +380 4333.